# Бестужев Олександр Олександрович
Олекса́ндр Олекса́ндрович Бесту́жев  — (літературний псевдонім — Марлінський) — (23 жовтня (3 листопада) 1797 — 7 (19) червня 1837) — російський письменник, декабрист. Разом з Рилєєвим видавав альманах «Полярная звезда» (1823–1825).

## Біографія
Народився в Петербурзі. Батько — Бестужев Олександр Федосійович (1761—1810), артилерійський офіцер, служив у флоті, з 1800 року правитель канцелярії Академії мистецтв, письменник. Мати — Параска Михайлівна, з міщан. Виховувався в Гірському корпусі, але не закінчив його, вступив юнкером в лейб-гвардії Драгунський полк в ескадрон, що стояв під Петергофом у Марлі (звідси псевдонім).
Прозаїк, критик, поет. З 1818 почав друкуватися в журналах. У 1823–1825 видавав разом з Рилєєвим альманах «Полярна зірка». Дійсний член Вільного товариства любителів російської словесності.
Член Північного товариства (1824), активний учасник повстання на Сенатській площі. У ніч на 15 грудня 1825 року з'явився з повинною в Зимовий палац, в той же день був відправлений у Петропавловську фортецю.Засуджений по 1 розряду на каторжну роботу на 20 років. 22 серпня 1826 року термін скорочений до 15 років. Після вироку відправлений у Роченсальм, а потім за особливим височайшим повелінням Бестужева заслано в Якутськ, 1829 переведено в діючу армію на Кавказ рядовим. У середині серпня 1829 року прибув до Тбілісі, зарахований в 41 єгерський полк. У 1835 році підвищений в унтер-офіцери і відправлений в один з Чорноморських лінійних батальйонів, які перебували в експедиції проти горців. За відзнаку підвищений у прапорщики (1836). Загинув у сутичці з горцями на мисі Адлер.
Його твори, насичені романтичними легендами, яскравими деталями побуту й кавказькою екзотикою, були дуже популярними.
Тарас Шевченко в повісті «Музикант» дещо іронічно згадував пишномовність і риторичність Бестужева (один із персонажів повісті, захоплюючись Бестужевим, намагався наслідувати його стиль).

## Твори
| Рік     | Назва українською мовою | Оригінальна назва                                                 | Примітки                                                                                            |
| ------- | ----------------------- | ----------------------------------------------------------------- | --------------------------------------------------------------------------------------------------- |
| 1821    | «Замок Венден»          | «Замок Венден»                                                    | |
| 1821    | «Поїздка в Ревель»      | «Поездка в Ревель»                                                | |
| 1823    |                         | «Роман и Ольга, повесть 1396 года»                                | |
| 1823    |                         | «Вечер на бивуаке», «Второй вечер на бивуаке»                     | |
| 1824    |                         | «Наезды»                                                          | |
| 1824    | «Замок Нейгаузен»       | «Замок Нейгаузен»                                                 | за твором знятий фільм «Лицарський замок» (1990)                                                    |
| 1825    | «Ревельський турнір»    | «Ревельский турнир»                                               | |
| 1825    | «Зрадник»               | «Изменник»                                                        | |
| 1825    | «Кров за кров»          | «Кровь за кровь» («Замок Эйзен»)                                  | |
| 1825    | «Ніч на кораблі»        | «Ночь на корабле»                                                 | |
| 1825    |                         | «Взгляд на русскую словесность в течение 1824 и начале 1825 года» | Критика                                                                                             |
| 1830    |                         | «Испытание»                                                       | |
| 1830    |                         | «Вечер на Кавказских водах в 1824 году»                           | |
| 1831    | «Лейтенант Білозір»     | «Лейтенант Белозор»                                               | |
| 1831    |                         | «Страшное гадание»                                                | |
| 1831    |                         | «Латник»                                                          | |
| 1831    |                         | «Аммалат-Бек»                                                     | Аммалат-Бек (Умалат-Бек) — учасник антиросійських повстань на Кавказі у першій третині ХІХ століття |
| 1831    |                         | «Красное покрывало»                                               | |
| 1832    | «Фрегат „Надія“»        | «Фрегат „Надежда“»                                                | |
| 1832    | «Листи з Дагестану»     | «Письма из Дагестана»                                             | |
| 1834    |                         | «Мореход Никитин»                                                 | |
| 1835-36 |                         | «Мулла-Нур»                                                       | |
| 1835    |                         | «Он был убит»                                                     | |
|         |                         | «Роман в 7 письмах»                                               | |
|         | «Андрій Переяславський» | «Андрей Переяславский»                                            | повість у віршах                                                                                    |